# NGC 7647
NGC 7647 é uma galáxia elíptica (E) localizada na direcção da constelação de Pegasus. Possui uma declinação de +16° 46' 40" e uma ascensão recta de 23 horas, 23 minutos e 57,4 segundos.
A galáxia NGC 7647 foi descoberta em 29 de Novembro de 1785 por William Herschel.